# Гептапиргион
Гептапиргион (греч.: Ῥογοί или Ῥωγοί, среднегреческий язык: Ἑπταπύργιον, [heptaˈpyrgion], тур.: Йеди Куле), или «Крепость семи башен» — крепость, построенная на акрополе Салоников, состоящая из стен и десяти башен старой византийской крепости, а также новых тюремных сооружений, построенных внутри и снаружи крепости.

## История

### Византийский период
Гептапиргион расположен в северо-восточном углу акрополя. Остатки стены крепости относятся к поздней античности, когда римский император Феодосий I (379-395 гг.) возобновил укрепление. Пять северных башен крепости вместе со соединяющей их стеной образуют северный угол акрополя, вероятно, относящихся к этому периоду.
Южные пять башен и стены, вероятно, были построены в XII веке, таким образом образуя укреплённый редут во внутренних помещениях цитадели. Затем крепость поддерживалась и перестраивалась в византийский период. Характер реконструкции и датировки южной части крепости противоречив. В старых литературных источниках об этом форте нет упоминаний, а более поздние часто неоднозначны: кастелион (καστέλλιον, «крепость») упоминается в 1208-1209 годах и «кастельон с замком Цаконес» в 1235 году. «Кулас Салоников» (κουλάς из турецкого: kule, «форт») присутствует в хрониках XIV и XV веков, но может касаться всей цитадели, а не только Гептапиргиона.

### Османский период
Основным надёжным свидетельством относительно крепости является надпись, размещенная над ее воротами, свидетельствующая о том, что её перестроил Чавуш Бей, первый османский наместник провинции, в 1431 году, сразу после османского завоевания города:
«Этот акрополь был завоёван и захвачен силой, из рук неверных и франков, с помощью Бога, султаном Мурадом, сыном султана Мехмеда, которому Бог никогда не перестаёт давать знамёна победы. А примерно через месяц эта башня была восстановлена и основана Чавушем Беем, царём эмиров и великих, в месяце Рамадан, 834 год (1431 г.)».
Вместо того чтобы возвести новые постройки, Чавуш Бей, ограничился восстановлением бастионов над входом в крепость. В 1591 году крепость служила резиденцией военного губернатора и имела гарнизон из 300 человек. Известны турецкие названия для десяти башен: Фенер Кулеси (Лампадная башня), Макасли Куле (башня Бент), Су Кулеси (Водонапорная башня), Цефан Кулеси (Башня боеприпасов), Хапишане Кулеси (Тюрьмовая башня), Киз-Кулеси (Девичья башня), Захир Амбар Кулеси (Зерновая башня), Хисар-Печ (Барбикан), Канли Бургаз (Кровавая башня), и Çingene Tabyalar (Укрепление цыган). Последние три рассматривались как отдельные форты, в отличие от других, классифицируемых как простые башни.

### Тюрьма
В конце XIX века крепость функционировала как гарнизон, но в 1860 году землетрясение уничтожило тогдашнюю тюрьму, что обусловило поиск другого помещения для этих функций.

В течение 1890-х годов крепость была превращена в тюрьму. Точная дата неизвестна, но тюрьма упоминается на карте города 1899 года. Это превращение повлекло за собой уничтожение всех предыдущих зданий во внутренних помещениях форта, от которых сейчас не сохранилось никакого следа. Сами укрепления были лишь незначительно изменены, хотя их роль была эффективно изменена: разработаны для защиты жителей от внешних опасностей, они, как известно, служили для изоляции заключённых от внешнего мира.
Тюрьма долгое время являлась главным исправительным заведением города. Новые постройки были построены с обеих сторон стен, чтобы удовлетворить различные потребности новой роли крепости. Внутренний двор был разделён на пять отдельных корпусов отходящими от центральной сторожевой башни стенами. Три содержали двухэтажный дом, в котором размещались помещение и охранный пост, в то время как два других содержали тюремную часовню и другие пристройки. Четвёртый блок располагался вблизи северо-восточной башни и был разрушен во время Второй мировой войны. В наружных зданиях, на южной стороне форта, размещались администрация, женская тюрьма и западнее — изоляторы.
Узники жили по 50 человек в помещении. В изоляторах размещались заключённые, приговоренные к смертной казни. В 1918 году 13 женщин и 800 заключённых-мужчин находились в заключении в Гептапиргионе. В период 1941—1944 годов тюрьму использовали немцы для заключения членов греческого сопротивления.
В 1984 году тогдашний министр юстиции Джордж-Александрос Магкакис объявил о планах перенести тюрьмы в Салониках на новое место, описывая ситуацию в ней как отчаянную. Через несколько лет, в начале 1987 года, тюрьма стала центром прокурорских и журналистских расследований, в которых сообщалось о жестоких пытках задержанных, широком обороте наркотиков и изнасиловании, отказе в даче лекарств больным туберкулёзом.

## Восстановление
Тюрьма функционировала до 1989 года, когда её перевели за пределы города. Затем это место было подчинено Министерству культуры и туризма Греции и археологической службе,  Эфорату византийских и современных древностей, которые занялись его восстановлением. Эфорат уже активно участвовал в реставрационных работах 1973 года на северо-восточной стене, а затем снова между 1983 и 1985 годами в восстановлении повреждений, вызванных землетрясением 1978 года.
Систематическое археологическое исследование и реставрация Гептапиргиона началось в 1990 году, первый этап которого закончился в 1995 году, завершив фотограмметрическую архитектурную съёмку и создание цифровой модели крепости. Несколько институтов принимают участие в соответствующих проектах: Университет Аристотеля в Салониках, Корнеллский университет по проекту дендрохронологии, Центр сохранения и наследия Афона и муниципалитет Салоников.

## Галерея

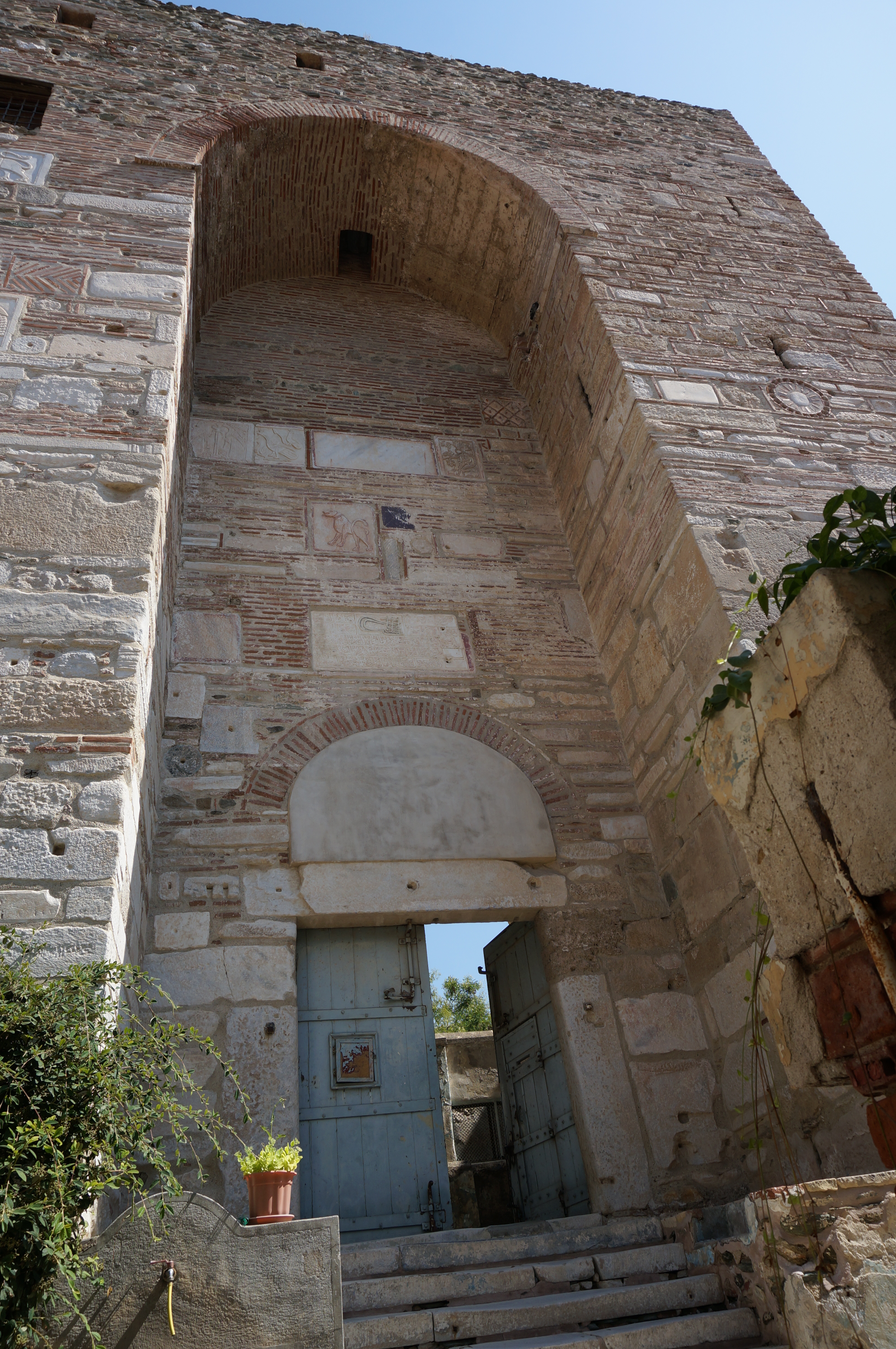
Вход в крепость
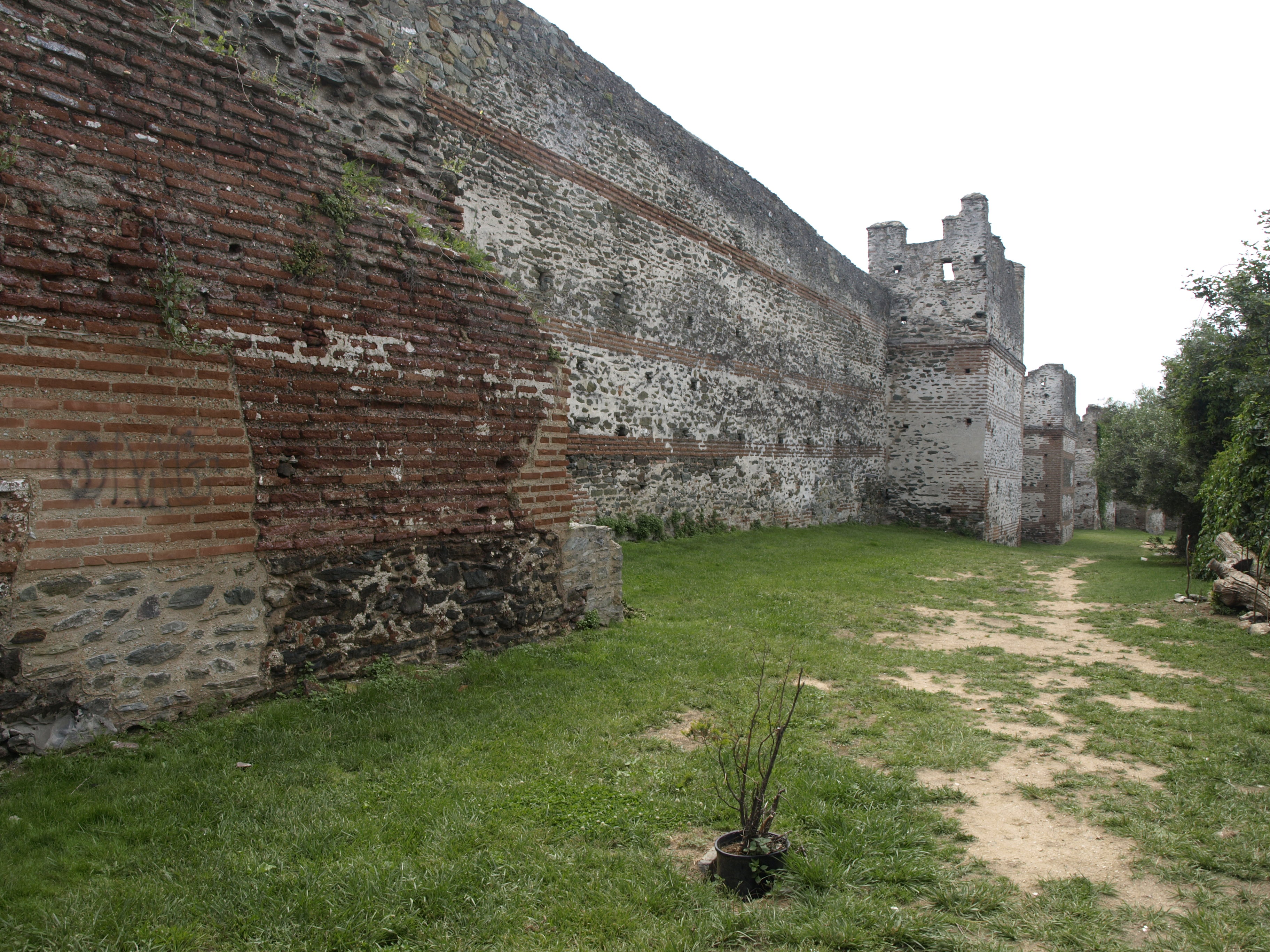
Стены крепости
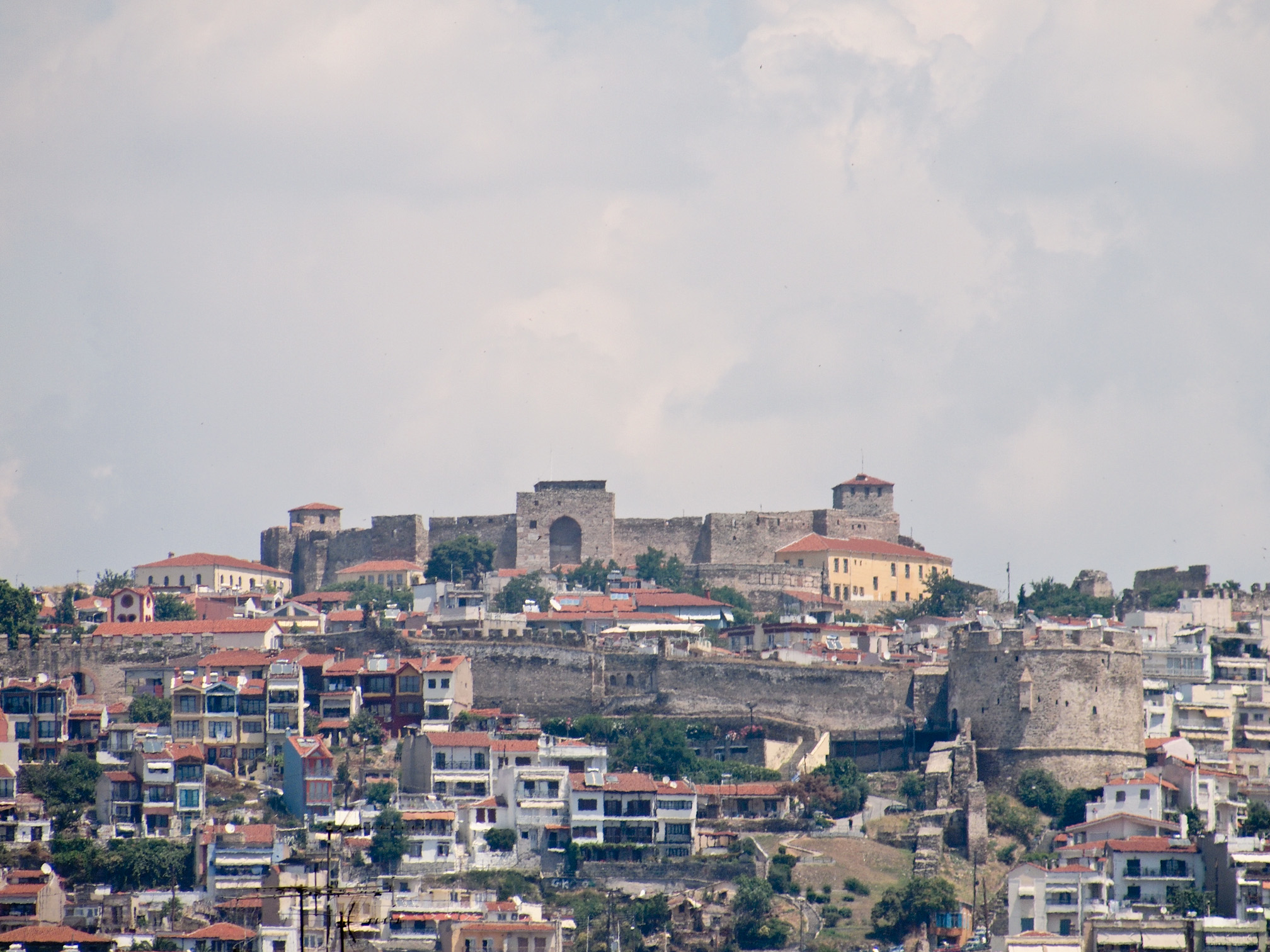
Вид на акрополь
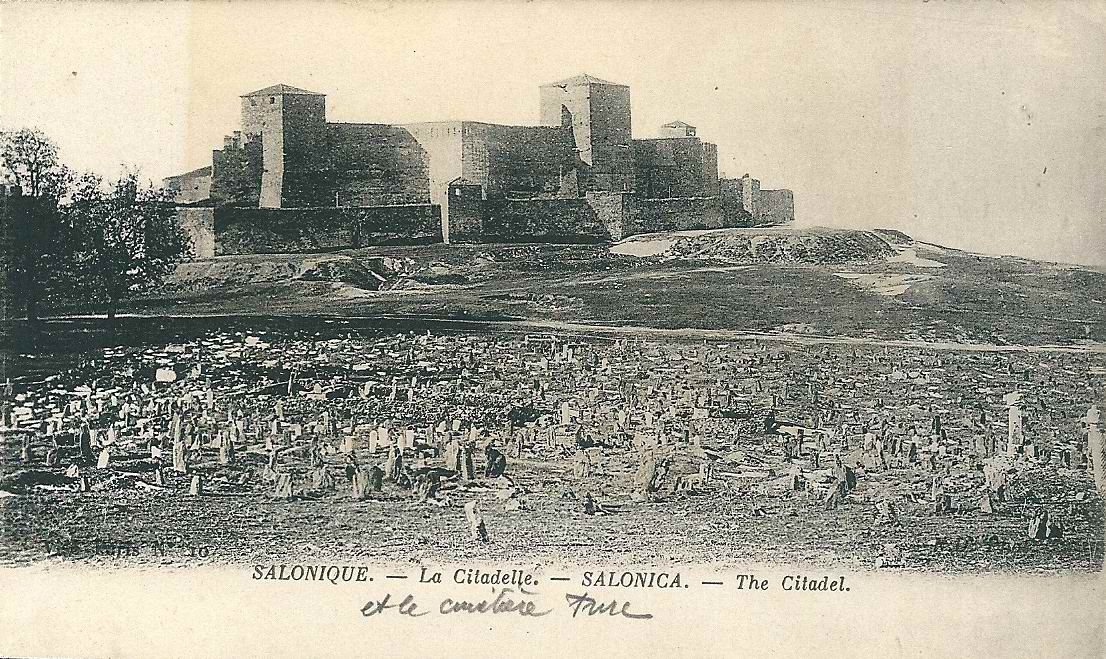
Крепость на старом изображении
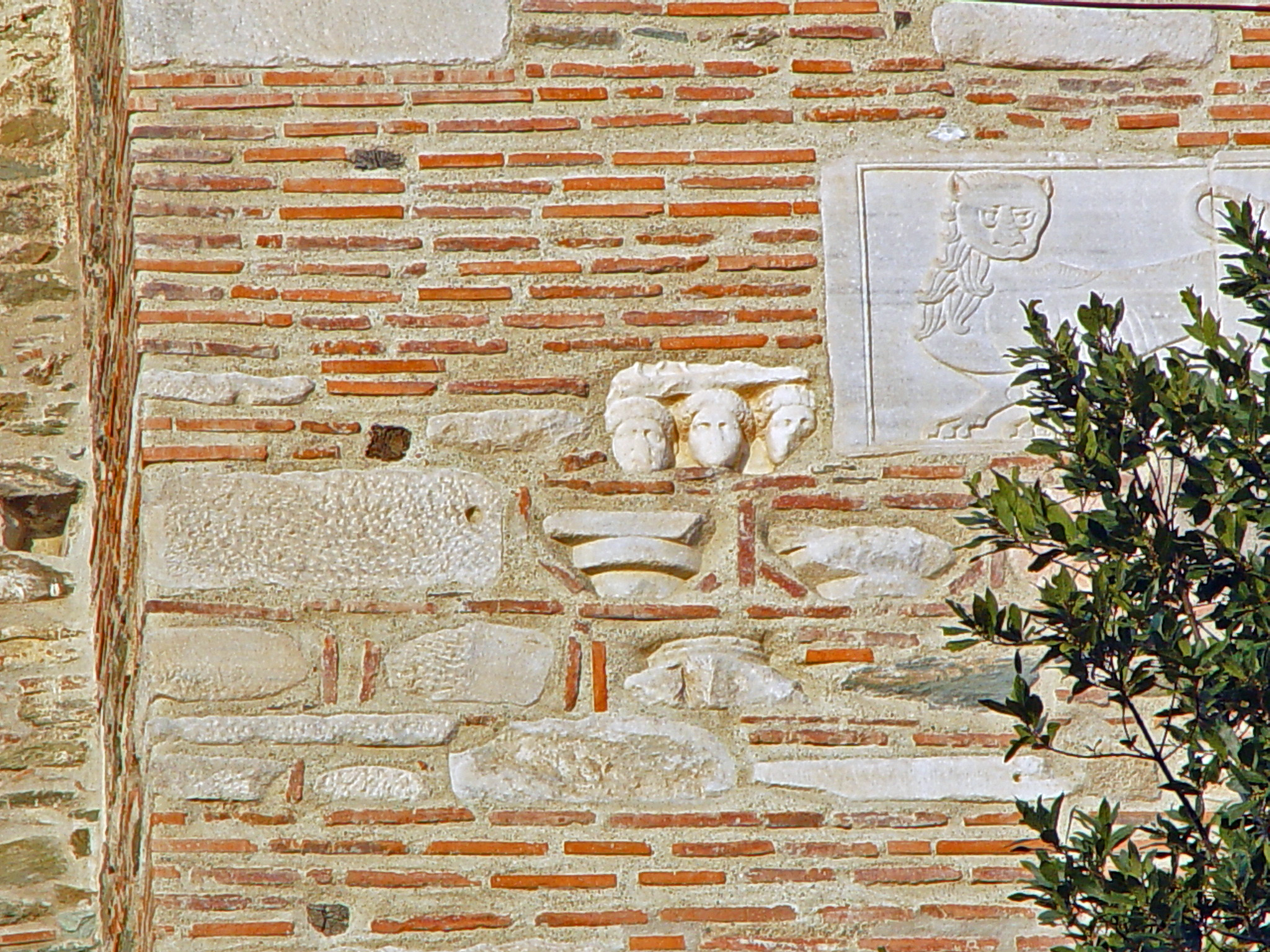
Фрагменты стен крепости
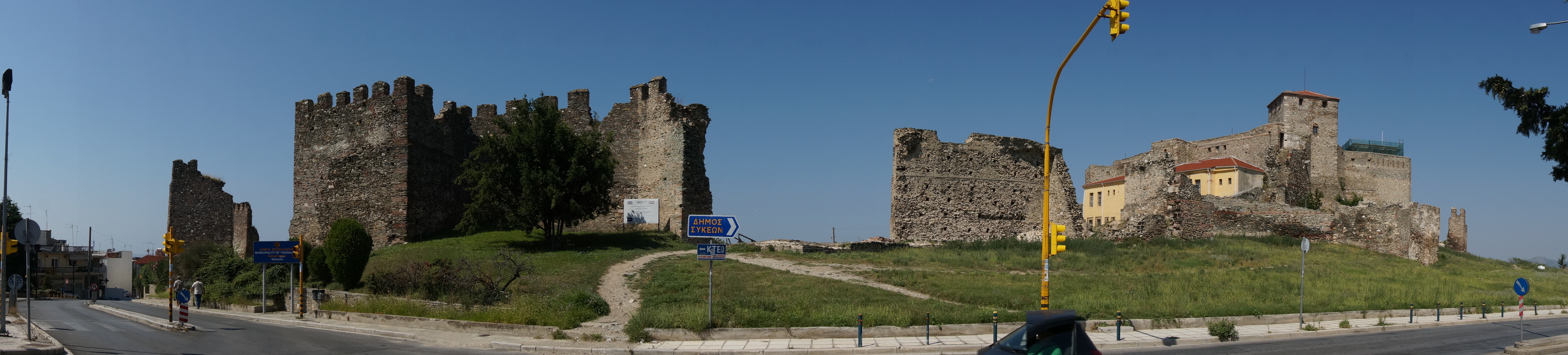
Панорама крепости
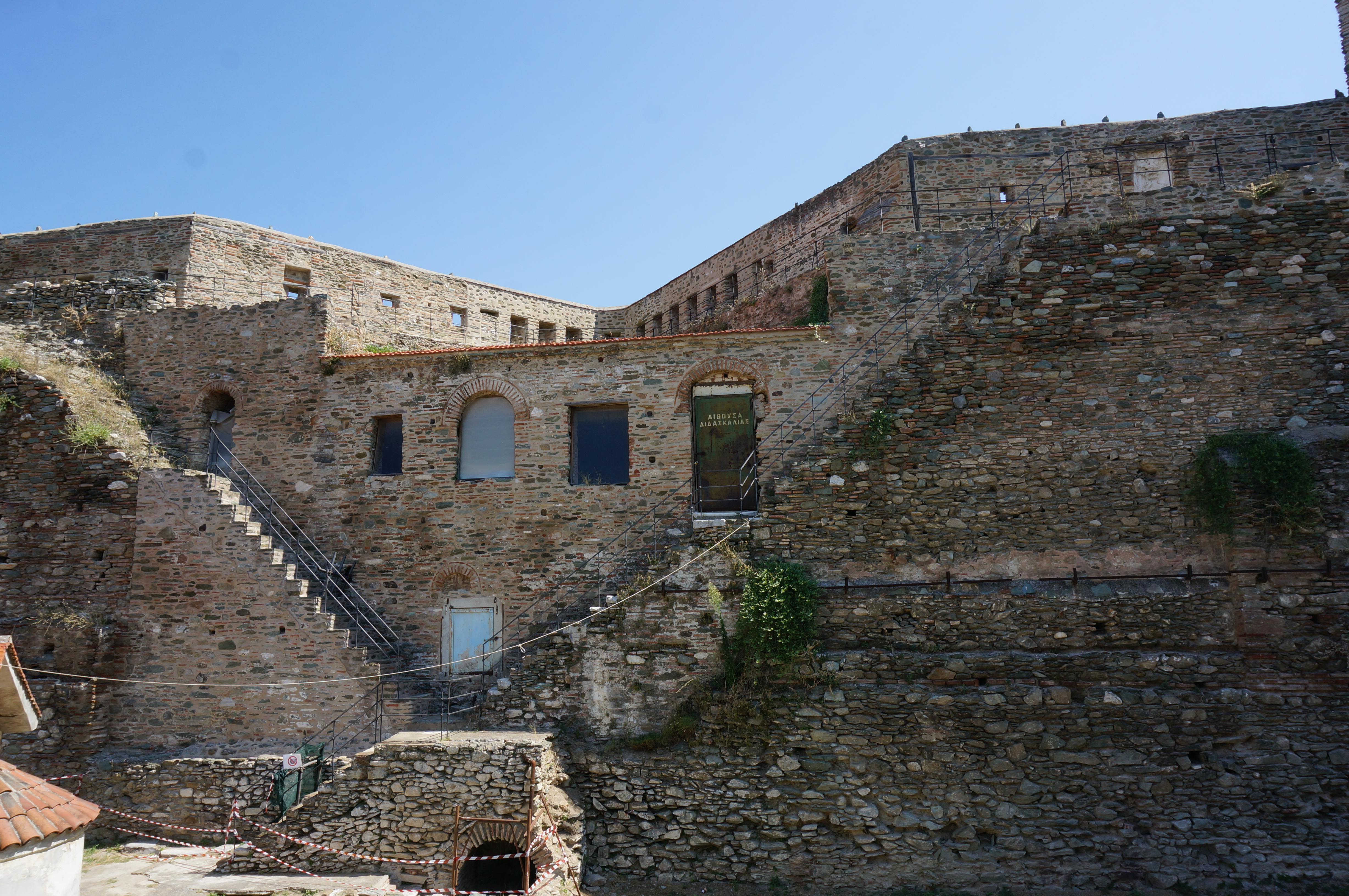
Внутренний вид крепости